# Satoru Iwata
Satoru Iwata (岩田 聡, Iwata Satoru, 6 december 1959 – 11 juli 2015) was een Japanse computerspelontwikkelaar en zakenman die diende als vierde president en CEO van Nintendo.
Iwata studeerde computerwetenschappen aan het Instituut voor Technologie van Tokio en ging daarna werken voor HAL Laboratory. Op voordracht van de toenmalige Nintendo-president Hiroshi Yamauchi werd Iwata president van HAL Laboratory in 1993. Sindsdien assisteerde hij onder andere de ontwikkeling van de Pokémon en Super Smash Bros. series. In 2000 startte Iwata bij Nintendo als divisiehoofd en in 2002 volgde hij Yamauchi op als president van Nintendo. Onder zijn leiding werden de succesvolle Nintendo DS en Wii ontwikkeld, alsmede de opvolgers Nintendo 3DS en Wii U. Op 11 juli 2015 overleed Iwata aan complicaties van een tumor in het galkanaal.

## Jeugd
Op 6 december 1959 werd Satoru Iwata geboren in Sapporo, Japan. Hij was al vroeg geïnteresseerd in het maken van computerspellen. Hij kwam uit een omgeving met een traditie van programmeren. Tijdens zijn middelbare school maakte hij al verschillende spellen. Hij maakte simpele cijferspellen die konden worden gespeeld op een rekenmachine en die hij deelde met zijn medeleerlingen.
Na zijn middelbare school werd Iwata toegelaten op het prestigieuze Instituut voor Technologie van Tokio, waar hij computerwetenschappen studeerde. Hierdoor werden zijn technische expertise en passie voor computerspellen erkend, zodat hij als halftijdse videospelprogrammeur kon beginnen bij HAL Laboratory, een onderdeel van Nintendo, terwijl hij nog steeds moest afstuderen.

## HAL Laboratory
In 1982, na afgestudeerd te zijn, werd Iwata aangenomen bij HAL Laboratory voor een voltijdse baan. Hij werd de coördinator voor softwareproductie in 1983. Hij werkte onder andere aan Balloon Fight, EarthBound en Kirby-spellen, maar hij hielp ook met het maken van Nintendo-spellen.
Op de rand van faillissement werd hij president van HAL in 1993 op voorspraak van toenmalig Nintendo-president Hiroshi Yamauchi. Met steun van Nintendo wist hij HAL van een verliesgevend bedrijf met grote schulden in zes jaar tijd om te vormen in een financieel stabiel bedrijf. Hoewel hij in het begin weinig management ervaring had stopte hij veel moeite op zichzelf te verbeteren. Hij leerde bij door boeken over de specifieke onderwerpen te lezen en advies aan anderen te vragen.

## Nintendo
In 2000 werd Iwata hoofd van de divisie corporate planning. Nadat Hiroshi Yamauchi, de toenmalige president van Nintendo, met pensioen ging op 31 mei 2002, volgde Iwata hem op als de vierde president van Nintendo. Hij werkte nog wel als correspondent bij HAL en zou daarnaast aan concept art voor personages in de Kirby-franchise gewerkt hebben.

## Ziekte en dood
Op 5 juni 2014 maakte Nintendo bekend dat Iwata niet aanwezig zou zijn op de E3 2014. In een openbare brief meldde Iwata op 24 juni 2014 dat hij succesvol was geopereerd aan een tumor in zijn galkanaal. Na vier maanden herstel begon Iwata in oktober dat jaar weer te werken en maakte zijn eerste openbare optreden op 5 november 2014. In de tussentijd was hij sterk afgevallen. Op 28 januari 2015 liep hij een ernstige griep op. Ergens na een aandeelhoudersbijeenkomst op 26 juni 2015 werd Iwata weer ziek. Op 11 juli 2015 overleed hij aan complicaties van een galkanaaltumor. Een dag later maakte Nintendo het nieuws bekend. Op 13 juli hingen de vlaggen bij het Nintendo-hoofdkantoor in Kioto halfstok en werd er op alle Nintendo-kantoren een minuut stilte gehouden.